# Каґура
Каґура — японська традиція народних сценічних мистецтв.
Ієрогліфи, з яких складається це слово, значать «музика божеств-камі», проте етимологія цього слова інша: воно походить від камікура, що означає «місце, де збираються камі», тобто місце, куди сходить божество, і яке стає його житлом. Камікура означає «місце, де перебувають камі».

## Історія виникнення

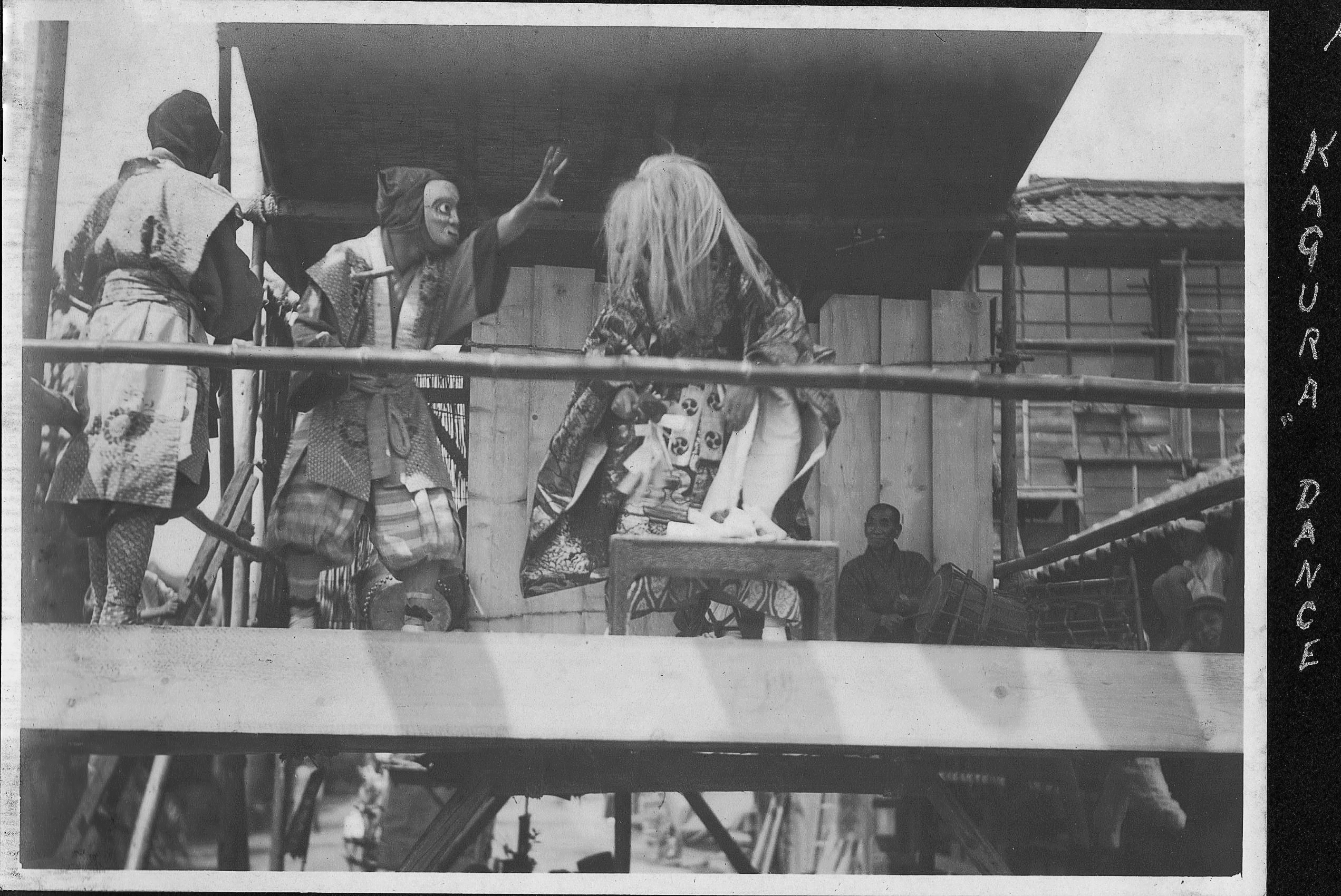
Танець Кагура в 1914 році

Вперше каґура згадується в описі танцю шаманки-міко в міфі про «кам'яну небесну печеру» у хроніках «Кодзікі» та «Ніхон Сьокі», укладених у VIII ст. Богиня Сонця Аматерасу Оомікамі не витримавши бешкетів свого молодшого брата — Сусаноо-но Мікото, сховалася в печеру. Тому коли після співу півнів світанок не настав, усі камі зібралися на нараду. І тоді богиня Аме-но Удзуме, роздягнувшись догола й перекинувши діжку, залізла на неї, взяла в руки гілки сази — низькорослого бамбука, — пов'язала на голову лозу й почала танцювати.
Так в Японії з'явився танець міко-каґура. Саза і лоза, які чіпляли на тіло танцівниці, мали привабити камі, щоб він зійшов на землю. Діжку перевертали, щоби замкнути в неї душу божества; танцівниця, наступаючи ногами на діжку, змушувала цю душу подобрішати, а також додавала їй життєвих сил. Сила богині Сонця Аматерасу Оомікамі підупала, і тому, хоча й ранок настав, сонячні промені не з'явилися. У такій ситуації вважали, що Сонцю забракло сил. І тому Аме-но Удзуме, щоби відродити силу Сонця, виконувала магічний обряд тамафурі.
Можна сказати, що японську каґуру віддавна виконували жінки-шаманки, що звалися міко.

## Палацова каґура
У ІХ ст. (Період Хейан) танці каґура почали влаштовувати при імператорському дворі. У 1002 році виник палацовий танець Найсідокоро-но мікаґура. Головним у ньому було те, що в садочку перед Найсідокоро розпалювали вогнище — нівабі — та співали пісню під акомпанемент флейт фуе і хітірікі та цитри кото. Але спочатку відбувався ритуал відкриття, який проводив ніндзьо — особа, що керувала проведенням каґури; потім співали пісню «Торімоно». Наприкінці ніндзьо, тримаючи гілки сакакі, танцював навколо вогнища.
Торімоно — це знаряддя, які тримають у руках, коли виконують каґуру: гілки сакакі, ґохей, луки тощо. Їх використовують, щоби спонукати божество-камі зійти на землю, або прогнати злих духів. У цей час виконавці каґури ще не використовують маски.

## Сільська каґура (сато-каґура)
Ритуальні вистави з цією назвою стали загальнонаціональною традицією. Сьогодні народна каґура поділяється на такі чотири види:
1. Міко-каґура («шаманська каґура»);
2. Торімоно-каґура («каґура з торімоно»);
3. Юдате-каґура («каґура з киплячою водою»);
4. Сісікаґура («лев'яча каґура»).

### Міко-каґура
Такі вистави поширені в районі Кінкі (де містяться Кіото, Нара та Осака). Це жіночі танці з віялами, гілками сази та дзвіночками. Їх виконують для ритуального очищення та приваблення камі. Інколи до цих вистав включають і обряд юдате, віднесений до третьої групи. Юдате полягає в тому, що міко занурює гілки бамбука в казан з киплячою водою, а потім, махаючи гілками, розбризкує її довкола з метою очищення від скверни та вигнання злих духів. Цей ритуал виконують не тільки жінки. Інколи їх заміщають священнослужителі чоловічої статі.

### Торімоно-каґура
Це вистави, що складаються з танцю з торімоно, який виконують без масок, щоби привабити камі, та танців у масках, в яких фігурують божества, злі духи, демони-оні тощо.
Оскільки типовий зразок торімоно-каґури виконують у святилищі Сада-тайся у префектурі Сімане (стародавня провінція Ідзумо), деякі дослідники відносять цей різновид каґури до «каґури, що походить із Ідзумо» (Ідзумо-кей каґура). На святі Сада-тайся, яке зветься Ґодзаґае-мацурі («Свято зміни місця [божества]»), виконується торімоно-каґура без масок, яка складається з семи частин: кеммай (танець із мечами), санґу (танець із гілками сакакі та віялами), ґодза (танець із троном божества), кандзьо (танець із метою привабити богів-камі), яотоме (танець восьми дівчат-міко) і таґуса (танець із гілками сакакі); крім того, виконується вистава сінно (сакрального театру Но в масках), що розповідає про історію святилища. Каґура, яка включає танці торімоно без масок та танець у масках, поширена в усій країні.

### Юдате-каґура

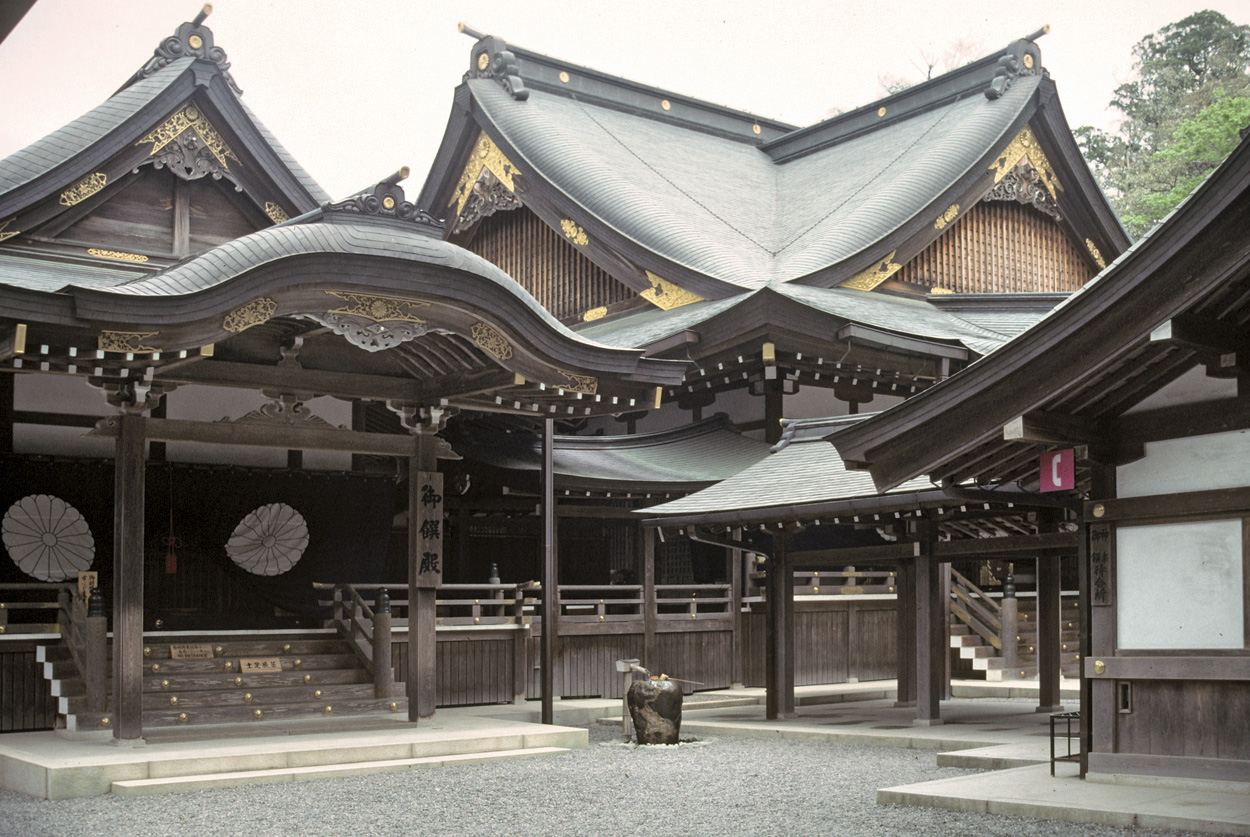
Сцена каґури у святилищі Ісе

Юдате, як було пояснено щодо міко-каґури, — це магічний обряд очищення від скверни через розбризкування киплячої води з казана, який встановлюють там, де проводиться відповідне свято. Він відноситься до різновидів каґури. Відома юдате-каґура, яку виконують дівчата-міко з родин онсі (священнослужителів низького рангу) у святилищі Ісе-дзінґу, що в префектурі Міе. Тому юдате-каґуру інколи відносять до різновиду «каґури, що походить з Ісе» (Ісе-кей каґура).

### Сісі-каґура
Це обряд, під час якого магічною силою голови лева виганяють злих духів, моляться про захист від пожеж, усяких інших лих та про довголіття. У більшості випадків у танці беруть участь двоє акторів у масках левів, але подекуди — лише один.